# パワプロクンポケット
『パワプロクンポケット』は、1999年4月1日に日本のコナミ（現・コナミデジタルエンタテインメント）から発売されたゲームボーイカラー用スポーツゲーム。ゲームボーイにも対応しており両対応ソフトとなっている。
同社による『パワプロクンポケットシリーズ』の第1作目。先輩部員の悪行によって落ちぶれた野球部を立て直すために選手を集めて育成する事を目的としている。『実況パワフルプロ野球シリーズ』の選手育成モードである｢サクセスモード｣を手軽に楽しめるように制作された作品であり、全体的に育成シミュレーションゲームに近い作りとなっている
。なお、開発当時の仮タイトルは『パワフルプロ野球ポケットサクセス外伝』であった。キャッチコピーは「いくぜ甲子園! めざせ、プロ野球!!」。
開発はコナミコンピュータエンタテインメント大阪のダイヤモンドヘッドチームが行い、開発にはメガドライブ用ソフト『T.M.N.T. リターン オブ ザ シュレッダー』（1992年）を手掛けたスタッフが参加しており、プロデューサーは同作にてプログラムを担当していた赤田勲、ディレクターは同作にてキャラクター・デザインを手掛けた藤岡謙治、音楽はNINTENDO 64用ソフト『実況ワールドサッカー ワールドカップフランス'98』（1998年）を手掛けた砂子純子、くすのきあつし、小倉努、荒木茂が担当している。
後に続編となるゲームボーイ用ソフト『パワプロクンポケット2』（2000年）が発売され、以後シリーズ化された。また、第1作目と2作目のリメイク版を収録したゲームボーイアドバンス用ソフト『パワプロクンポケット1・2』（2004年）が発売された。さらに2021年11月25日にNintendo Switchで『パワプロクンポケット1・2』のリメイク版である『パワプロクンポケットR』（2021年）が発売された。

## ゲーム内容

### システム
野球部を立て直すために選手を集めて育成するというストーリーが主軸となっており、スポーツゲームというよりも育成シミュレーションゲームとしての側面が強くなっている。コミカルな作品ではあるが、試合結果によって人の生死が左右されるなど陰鬱な展開も存在する。ゲームの進め方次第では友人や彼女が死んでしまう展開も用意されているなど二面性を持つシナリオ、分岐するエンディングなどパワポケシリーズの基礎となる部分はすでに確立されている。
野球部分の守備・走塁面に関しては、ハードのスペックの都合で完全オートである。また、一定以上のパワーを持つ選手であればミート打ちでも楽にホームランが打て、オート守備もあまり賢くなく、キャッチャー前のゴロを他の野手が処理して内野安打が頻発するなど、かなり打撃にゲームバランスが偏っている。
また、野球部分で自チームが投球時は、投手側からの目線となっている（パワプロシリーズでは観戦モードを除いて常に打者側からの目線）。これは『パワプロクンポケット2』にも受け継がれた。
モード
- サクセス

プレイヤーの手によってオリジナルの選手を作るモード。登録人数がいっぱいになった場合はプレイできない。詳しくは下記を参照。
- 対戦

サクセスモードに登場する高校を使ってCPUと対戦するモード。通信ケーブルを使って対人戦をすることも可能である。最初に選べる高校は極亜久高校のみだが、サクセス中で対戦に勝つと使用可能になる。
- データ

サクセスモードで作った選手の能力を確認したりその選手のパスワードを確認することができる。登録できるのは30人まで。パスワードを入力すればNINTENDO 64用ソフト『実況パワフルプロ野球6』（1999年）、パワポケシリーズの続編（『パワポケ3』以降）、PlayStation用ソフト『実況パワフルプロ野球'99開幕版』（1999年）および『実況パワフルプロ野球'99決定版』（1999年）に選手を送ることが可能。また、64GBパックを通じて『パワプロ6』に選手を送ることもできる。

### サクセスモード
※本項の記述は、『パワプロクンポケット1・2』（以下、GBA版）と『パワプロクンポケットR』（以下、Switch版）に収録されたパワポケ1のシナリオの内容も併記する。
本作のサクセスモードは戸井 鉄男（N64版『パワプロ5』のサクセスの主人公）がパワフル高校野球部に入部した1年後の話。『パワプロ5』のサクセスではひとつの対戦高校だった極亜久高校（ごくあくこうこう）を舞台にした極亜久高校編となっている。
極亜久高校の正式な学校名は｢極東亜細亜恒久平和高等学校｣である。『パワプロ5』のサクセスでは極亜久商業（極東亜細亜恒久平和商業高等学校）だった。前述のように『パワプロ5』の世界とリンクしており、戸井含み『パワプロ5』に登場したキャラクターも何人か登場する。また、『パワプロ5』で進が事故に遭ったイベントの裏側を知ることができる。
後のシリーズとは投手の育成方法がやや異なる。『パワポケ2』以降では、練習をして得た筋力・技術・変化球ポイントを好きなように割り振るが、今作では投手用の経験点は全て隠しパラメータ扱いになっており、練習後に内部で設定されている必要ポイントを満たしていれば自動的に球速や変化球レベルが変動するようになっている。コントロールとスタミナは直接数字が変動する。この投手育成方法はN64版『パワプロ5』に準じている。
今作に限らずパワポケシリーズの練習には回数ボーナスが存在しており、同じ練習を一定の回数だけこなせば、経験点にボーナスが加わったり、特殊能力を習得したりすることができる。ところが、ボーナスを得るために必要な練習回数に大きな違いがあり、『パワポケ2』では同じ練習を25回、『パワポケ4』では30回、『パワポケ5』以降では40回する必要があるのに対し、GB版では必要回数が12回と極端に少ないため、複数の特殊能力をイベントに頼らず練習だけで習得することが可能になっている（GBA版は40回が必要）。
今作には独自のシステムとして「血の気システム」と「妨害コマンド」の2つがある。
- 血の気システムは怪我をしたり悪いイベントなどをすると増え、練習したり良いイベントや妨害コマンドの実行などでは減少する。一定の血の気が貯まってしまうと怪我率が10％以上上昇して練習と妨害以外のコマンドが選べなくなって怪我した時の入院期間が1週間増加してしまうが、もらえるポイントが3割以上増加するというメリットがある。怪我のリスクを回避したい場合は妨害コマンドを実行すれば怪我を回避できる。
- 妨害コマンドでは一定の回数はイベントだけで効果はないが、一定の回数を終えると効果が出始めて地区大会で対戦する高校のコンピュータレベルと調子が低下して、実行すればするほど低下しやすくなる。実行したことで他のイベントに影響することがある。

## 設定

### ストーリー
世間でもあまり評判が芳しくない極亜久高校に転校してきた主人公。これまでも野球をやっていた主人公は野球部へ入部するが、当の野球部は校内ですこぶる評判が悪く、荒れ果てていた。主人公は部を立て直して甲子園出場、プロ野球へ進もうと心に誓った。しかしそんな彼にいくつもの試練が訪れる。

### クリア条件
- 第1章「黎明編」野球部ヲ再建セヨ - 1年目の3月4週までに部員を9人以上集めればクリア。ただし、9人以上であっても野手が最低8人と投手が最低1人いないとクリアにはならない。イベントが進むと平山（主人公が野手の場合は投手、主人公が投手の場合は二塁手として登場）と荒井3兄弟は自動的に入部するので、実質は野手を3人集めればクリアにはなる。
- 第2章「飛翔編」勝利セヨ - 2年目の3月までに地区予選に勝利すればクリア。春に2回行われる練習試合で勝ってもクリアという扱いにはならず、夏の地区大会は自動的に敗退するため、クリア条件は秋の地区大会1回戦に勝つか、地区大会1回戦に負けた場合で3月4週に行われる特別試合に勝つことである。なお、秋の地区大会で優勝しても春の甲子園大会には出場できない（イベントによって強制的に出場辞退）。
- 第3章「疾風怒濤編」目指セ甲子園 - クリア条件は世間評価が120/255以上（GBA版とswitch版では50/100以上）ある状態で育成終了するか甲子園の決勝戦まで進むこと。地区大会で敗退しても世間評価が高ければクリアできる。逆に世間評価が足りない状態で甲子園に出場して1回戦か2回戦で敗退してもクリアにはならない（意識的に世間評価を下げるように行動しなければ、甲子園に出場すればほぼクリアできるだけの世間評価になる）。

### 用語
極亜久高校
本作の舞台となる高校で、元々は別の名前があったのだが、学校のガラが悪すぎたためこう呼ばれるようになった。学校も非常に汚く、壁にはヒビが入っているなどかなり荒んでいる。
プロペラ団
正式名称は、プロフェッショナル・ロウヤーズペイメント・レプリゼンタティヴ（プロ選手の雇用問題法務協会）。正式な略称は「PRO-P・E・L・A」であり、飛行機のプロペラとかけている（団のマークもプロペラを模している）。表向きは世界最大規模のプロモーターとして活動しており、有望な選手と契約してプロスポーツ界に送り込むことを繰り返すことで将来的にそのスポーツをプロペラ団の手で支配することが真の目的。選手の年俸が高くなりすぎたため、プロペラ団と契約した選手しかプロに行けない仕組みを作り上げることで年俸を減らせることを望む企業も多く、彼らの成功を望むものも多い。作中では大東亜学園と聖皇学園がプロペラ団傘下の高校として登場し、どちらも多額の費用をかけられ選手たちを育成している。また、聖皇学園では選手たちの肉体を改造する人体実験を行っていた。上記のような人体実験以外にもプロペラ団に反抗した選手を暴力で潰したり、各地に工作員を送り込みその高校の運動部が大会で勝ち進むことを妨害しようとしたりするなど、数々の非合法活動を行っている。

## 登場人物
※はN64版『実況パワフルプロ野球5』（以下『パワプロ5』）にも登場した人物。詳細は実況パワフルプロ野球5#サクセスモードを参照。また、ミニゲームの名称はGBA版とswitch版で命名されたものである。

### 極亜久高校

#### 主要人物
主人公（しゅじんこう）
極亜久高校にやってきた転校生。母親は既に他界しており、父親と二人暮らしをしている。甲子園に出場することとプロ入りすることが目標。弟が生まれてくるはずであったが死産してしまったという過去を持つ（『1・2』『R』でも同様）。亀田を雑に扱いがちで、何かと亀田に対しては手が出る。自他ともに認める「野球バカ」のはずだが、部員勧誘ミニゲームではサッカーやピアノなどで多芸な一面を見せる。
亀田 光夫（かめだ みつお）
主人公の親友。主人公に頼み込まれ最初に野球部に入部した。特撮好き。ポジションは捕手。右投右打。条件を満たすと甲子園決勝直前に智美を助けるために一人救出へと向かうものの、爆破事故で死亡する。しかし、智美の手でサイボーグへと復活し、プロペラ団の一員となる（ 『1・2』『R』でも同様）。『R』ではパワポケシリーズの事で公式サイトでも紹介している。後の『3』に比べるとかなり善良。
外藤 侠二（がいどう きょうじ）※
主人公の1年先輩。一度は野球部を辞めてしまうが主人公の頑張りに心を打たれ、再び入部する。ポジションは一塁手。右投右打。『パワプロ5』では猪狩進を交通事故に遭わせるなどの妨害工作をしたことで、プレイヤーからかなり嫌われていたが、本作では善良だったことが判明する。卒業後はたこ焼き屋を始め、極亜久高校にも頻繁に顔を出す。
平山 紀之（ひらやま のりゆき）
亀田の親友。家は酒屋で酒飲みの父とひろみという妹がいる。ポジションは投手（主人公が野手の場合）もしくは二塁手（主人公が投手の場合）。右投右打。定期イベントで亀田が連れてきて仲間になるが、それ以前にゲームセンターでスカウトして仲間にすることもでき、ゲームセンター経由の方が能力は高い。石田由紀のことが好きで、智美に協力してもらったり勇気を出して告白するなど果敢にアタックしたが、正史では由紀は佐藤と付き合い結局報われることは無かった。

#### チームメイト
主人公以外の野手は全員がサブポジションを2つ持っている。
水原 勇気（みずはら ゆうき）
皮肉屋の優等生キャラ。親への反発から評判の悪い極亜久高校を選んだ経緯を持つ。音楽室に行き、ピアノ演奏のミニゲーム「ドレミファポン（『ビートマニア』風の音楽ゲーム）」をクリアすると野球部に入部する。野球に対する情熱は他の部員たちにも負けておらず、度々新しい練習を考え付く。ポジションは遊撃手。右投両打。水島新司の『野球狂の詩』に登場する女性投手と同姓同名。
村上 海士（むらかみ かいじ）
元空手部。空手のミニゲーム「あっちむいてバキッ（画面に出た方向と逆の方向キーを押す）」をクリアすると野球部へ入部する。素手でコンクリートを砕ける。父親がフィクサーをしている。四路智美が彼女の時、命を救うためには彼の存在が不可欠である。一時やる気を無くした平山や佐藤を叱ったり激励するなどかなりの熱血漢。ポジションは三塁手。右投右打（後作のアレンジチームでは左投げの設定）。
ボブ・サムソン
元サッカー部で将来を有望視されたGKだった。ミニゲーム「てけてけサッカー（サッカー部員をかわしてゴールを決める）」をクリアすると野球部に入部する。一見外国人に見える風貌で、外国人風の喋り方をしているが、実は両親ともに純血の日本人である（本人はイベントで事実を知らされるまでブラジル人だと思い込んでおり、事実を知ってからも喋り方は変えていない）。後にメジャーリーガーとなった。なお、主人公は彼が左利きだということを知らず、はじめは三塁手として勧誘していた。ポジションは二塁手（なお左投げの二塁手も、NPBでは過去に3人しかいないほど希少である）。左投左打。
三鷹 光一（みたか こういち）
元テニス部。手品のミニゲームをクリアすると野球部に入部する。親が金持ちで高飛車な性格であるため、女子にはモテるが、男子からは嫌われている典型的なプレイボーイキャラ。ポジションは投手。左投左打。自分を試すために敢えて評判の悪い極亜久高校を選んだ経緯を持つ。今作の後日談では「野球はもうやめる」と言っているが、『パワポケ3』ではモグラーズの選手として登場する。村上ルート以外で智美を助けるには彼と水原の存在が必要となる。
武田 剛（たけだ つよし）
元陸上部。ストップウォッチのミニゲーム「カチッと止めてグー」をクリアすると野球部に入部する。曲がったことが大嫌い。アイドル好きな一面もあり、アイドルグッズを部室のロッカー一杯に買い込むなどアイドルに熱中するイベントもある。神社で石段駆け上がりダッシュ1000本や、屈伸300回が準備運動といったハードすぎる練習をしている。3人兄弟の1人であり、両親は他界しており、叔父の援助で生活している。ポジションは投手。右投右打。
荒井三兄弟（あらいさんきょうだい）/荒井 金男（あらい かねお）、荒井 銀次（あらい ぎんじ）、荒井 晴男（あらい ぱるお）
元バスケ部であったが、試合ではいつもレギュラーになれない銀次に購買部で主人公がカツサンドをおごった事で入部する。更に銀次の他にも兄の金男と弟の晴男にも主人公が三食パンをおごったことで、他の2人も野球部へ入部する。名前は金男（かねお）、銀次（ぎんじ）、晴男（ぱるお）。容姿は全く同じだが、揉み上げの形状で見分けられ、揉み上げが四角いのが金男、揉み上げが跳ね上がっているのが銀次、揉み上げが無く髪を伸ばしたのが晴夫。名前の元ネタは金・銀・パールで有名な懸賞である。「む〜ん」「だな〜」が口癖。
佐藤 勇太（さとう ゆうた）
主人公に説得されて野球部に入った。母親が未だに子離れできていないところがある。格闘ゲームが得意。女に手が早く、何の前触れもなく由紀と交際する。卒業後はプロレスラーになると言っていたらしいがどこまでが本気なのかは不明で、GB版では遠くの大学に進学するというエンディングであった。ポジションは二塁手。右投右打。
鈴木 靖彦（すずき やすひこ）
トレーディングカードを収集しているマニア。甲子園球場の近所に住む女の子と文通しており、「甲子園に行けば女の子にも会えるかもしれない」という主人公の口車に乗せられ野球部へ入部する。亀田の嘘をあっさり信じたり、テストで5点を取ったりと、賢いとは言えない描写も散見される。甲子園優勝後にカードショップを開店し、彼女との関係は良好なまま続いているらしい。ポジションは遊撃手。右投右打。
田中 一夫（たなか かずお）
6人兄弟の長男で家は貧乏である。甲子園に行ってプロ入りすれば契約金がたくさんもらえると主人公に言われ、野球部へ入部する。後にハンバーガー店に就職。ポジションは三塁手。右投右打。
先輩（せんぱい）
極亜久高校野球部の先輩。普段からろくに練習もせず、試合の際には相手高校に下剤入り弁当を仕掛けるといった妨害工作をするなど、極亜久高校の伝統に忠実な作戦を行っていた。妨害工作に失敗した外藤をシメようと廃ビルに連れ込むが、そのビルが崩れてしまい全治半年の重傷を負いそのまま病院送りになる。退院後は教頭先生に加担して野球部の妨害をすることがある。

#### 教師
沢井 ようこ（さわい ようこ）
主人公のクラスの担任教師。野球に関しての知識はほとんどないが、主人公の頑張る姿を見て野球部の顧問となる。最後まで野球のルールはあまり覚えられなかったようだが、センスはある様子。
部を乗っ取った教頭先生の方針に異議を唱えた為に極亜久高校を去ることになり、甲子園優勝に導いた手腕を買われ他校へ転勤する。
アルベルト・安生・アズナブル（アルベルト・あんじょう・アズナブル）
謎の外国人。英語の教師、野球のコーチとして登場。自称｢元大リーガー｣で｢オリンピックのアスリート｣。度々その実力を見せつけようとするものの、その度に怪我や事故に見舞われるため、基本的に本編内で戦力としてカウントされることは無い。
教頭先生（きょうとうせんせい）
極亜久高校の教頭。オネェ口調で話す。当初はハンドボール部顧問で、ハンドボール部の部費の配分を増やすため野球部を廃部にすることばかり考えていたが、野球部が世間から注目されだしたことを知るや手のひらを返して野球部を支持、最終的には野球部を乗っ取り自分が顧問だったことにしたが、GB版の旧公式ホームページによると正史では失脚になったらしい。「教頭先生」である事を強調する為に本名が設定されていない。
校長先生（こうちょうせんせい）
極亜久高校の校長。気が弱い。

### 彼女候補
進藤 明日香（しんどう あすか）
主人公の幼馴染。極亜久高校の生徒で主人公と同じクラス。小さい頃から心臓が弱く、それ故あまり活動的ではないが、性格自体は活発。タコが好きなようで、彼女の作る弁当やケーキには必ずタコが入っている。また、主人公と同じくヘヴィメタが好きな様子。病気の関係上家から近い極亜久高校を選んだ経緯を持つ。彼女にすると甲子園決勝前に危篤となり、選択肢と勝敗と世間評価によっては死んでしまうこともある。
石田 由紀（いしだ ゆき）
主人公の後輩で極亜久高校の生徒。陸上部のマネージャーになろうとしたが、間違いで野球部の部室に来た際に亀田に「陸上部の部員は怖い人が多いからやめた方がいい」と騙され、あっさり野球部のマネージャーになる。実際はどの部のマネージャーでもよかった為に亀田にその事を話したら亀田はずっこけた。平山から好意を抱かれていたが、存在を認識していないというレベルで眼中に無く、相手にすることはなかった。主人公と明日香が一緒に下校していると時に陰で妬く姿が見られる。
佐瀬 みなこ（させ みなこ）
極亜久高校の近所のコンビニで働く年上の女の子。フラワーアレンジメントの勉強のためにイギリスに留学するという目標がある。彼女にした場合、甲子園決勝前に飛行機に乗るイベントがあり、この場合においても明日香同様、悲惨なバッドエンドになるケースがある。コンビニ店長竹村幸一郎とは赤の他人。
獨田 マリコ（どくた マリコ）
当時ブームだったガングロの女子高生でコギャル。
四路 智美（よみち さとみ）
プロペラ団工作員96号。潜入調査で極亜久高校へ入学する。妨害工作を野球部に勧めるのが主な役割。3年目の大東亜学園との試合後、プロペラ団から裏切り者として幽閉されてしまうものの、後に日本支部長を爆殺しその座を奪い取る。主人公の死後も想いを引きずっていたらしく、何度か主人公の墓参りに訪れている。ハッピーエンドが嫌い。
荒井 紀香（あらい のりか）
外れ彼女候補。荒井三兄弟の歳の離れた姉。とんでもない疫病神で主人公に彼女がいない場合は確率で無理やり彼女にされてしまう。好感度が非常に上がりやすいものの、主人公に対してはマイナスの影響ばかりしか与えない。正史では主人公と強引に結婚。非常に鬱陶しい存在だが、GBA版とswitch版では彼女にすると「野球超人伝」が入手可能。名前の由来は藤原紀香。

### ライバル
猪狩 進（いかり すすむ）※
捕手。右投左打。主人公と同学年で仲も良かったが、外藤の独断による妨害工作が原因で交通事故に遭い、プロペラ団によって野球マスクへと改造される。
猪狩 守（いかり まもる）※
投手で進の兄。左投左打。キザな性格。進と友人になっていると、彼とも面識を持つ機会がある。
『パワプロ5』（N64版・PSP版とも）と比べて若干ツリ目が特徴。Switch版では猪狩守のパワターがパワポケ準拠したオリジナルものを用意された。
松倉 宗光（まつくら むねみつ）※
『パワプロ5』にも登場したパワフル高校の投手。右投右打。主人公と同学年。妨害工作により極亜久高校を嫌っていたが後に和解。進や鋼と並ぶ良きライバル。
シナリオ中で直接登場はしないが、戸井鉄男と『パワプロ5』の固有チームメイト香本富久雄、駒坂瞬もこのチームの固有選手として登場する。
矢部 明雄（やべ あきお）※
外野手。右投右打。いままでのパワプロシリーズでは固有チームメイトの一人だったが、今作ではパワフル高校の固有選手であった。
今作の亀田を含む、後のシリーズに登場する彼の容姿と似て者が一部を除いては全員彼の異母兄弟であり（なお女性など他の異母兄弟もある）。街を歩いているとき主人公に亀田と間違えられたり、亀田が彼のふりをして妨害工作を行ったりするなどの接点を持つ。
冬野 枯男（ふゆの かれお）※
『パワプロ5』にも登場する白鳥学園のキャプテン。右投右打。呪いが得意。『パワプロ5』の設定では戸井鉄男と同期のマネージャーだったが、本作では主人公と同期の選手である。
鋼 毅（はがね つよし）
大東亜学園出身の投手。右投左打。トルネード投法（『5』発売以降では「はがね投法」）から投げる速球と野手並みのバッティングセンスを持つ。正々堂々とした性格で、智美の罠で主人公たちが毒入り弁当を食べ体調を崩した際には試合を延期しようとし、甲子園決勝ではプロペラ団のことも関係なしに試合を観戦していた。
政道 正義（せいどう まさよし）
甲子園一回戦で戦う正義学園のキャプテン。右投右打。投手で球速158km/hは本作中最速。コントロール、スタミナも相当高い。隠し球どころか敬遠やバント、変化球ですら非難の対象となってしまうことから高校の名前に不満を持っている。
正金 天功（まさかね てんこう）
甲子園二回戦で戦う身砕流北（みさいるきた）高校のキャプテン。学校名の元ネタは本作発売当時日本近海にミサイルを打ち上げ、話題になっていたとある国で、名前の元ネタもその国の主要人物およびその国に縁のあるイリュージョニスト。変化球主体の投球をする。左投左打。対戦前のコメントは「いっぱつでしとめてやる！」だが、選手はパワーがなくホームランはほとんど出ない。
なお、Switch版では校名が「美才流喜多高校」に変更され、本人の漢字名前も削除された（GB版同様にひらがなのみ表記となる）。
野球マスク（やきゅうマスク）
甲子園決勝で戦う聖皇学園のキャプテン。正体は改造手術によってパワーアップした猪狩進。右投左打。豪速球と多彩かつ強力な変化球、コントロールとスタミナに至っては200の大台（Switch版ではS90）を大幅に超えている。また、野手としても超一流で走攻守ともにハイレベル。また、アレンジチームのデビルスターズ（歴代サクセスの相手キャラクターのオールスターチーム）では並み居る凄腕投手を差し置いて全作品でエース格となっている。
なお、同チームの4番で一塁手のネロは、『3』では主人公のチームメイトとして登場する。

### プロペラ団
プロペラ団日本支部長（プロペラだんにほんしぶちょう）
日本のプロペラ団のボス。左目に片眼鏡を掛けプロペラ団の帽子に首に赤マフラーにマントを纏い全身黒装束の服装を着用。プロペラ団の黎明期から、組織の繁栄の為に尽力してきた男。自分が若い頃は、戦争で好きなスポーツが出来なかった事から今の若者へ歪んだ思いを抱いている。村上銀一朗とは裏社会同士の繋がりからか知り合いのようである。正史では智美に爆殺される。
小林 安夫（こばやし やすお）
プロペラ団のスカウト。智美の部下。主人公の素質にいち早く目を付けるが、プロペラ団支部長の方針により極亜久高校野球部を潰すことになった為にスカウトを断念せざるを得なくなる。
プロペラ団工作員（プロペラだんこうさくいん）
頭にプロペラをつけ、全身タイツに身を包んでプロペラ団のために活動する人達。基本的にボランティアで、普段は各々普通の仕事をしているらしい。

### その他
主人公の父（しゅじんこうのちち）
主人公の父親。妻の死をきっかけに仕事人間になってしまっていたが、息子の頑張る姿を見て再び変わっていく（『1･2』『R』でも同様）。
大谷 健（おおたに たけし）
極亜久高校へ取材しに来る記者。
スカウト
プロ球団のスカウト。言動が荒々しい。
森田 健一（もりた けんいち）
巡査。正義感の強い真面目な警官だが、極亜久高校の生徒にあまり良い印象を持っていない上に騙されやすい性格。
村上 銀一朗（むらかみ ぎんいちろう）
村上の父でフィクサー。息子を野球部に誘った主人公を自宅に招いた際に主人公に職業を聞かれ、職業を普通に答えるが、主人公がフィクサーをフィクション作家と誤解した為に自分と物怖じせずに会話したことから主人公を気に入っている。息子の所属する野球部を何とか応援しようと思い、それとなく支援しようとしているが、自分の影響力が強すぎて上手くいかない。正史では智美にスキャンダルをでっち上げられ失脚。
島野 三次（しまの さんじ）
村上銀一朗の側近。顔が恐いので亀田に逃げられる。後にたこ焼き屋を始めた外藤の面倒を見るようになる。
ジョージ・サムソン
ボブの父親。陽気な性格。地黒で一見そうは見えないが、れっきとした日本人。黒いのはただの日焼けとのこと。
ダイジョーブ※
科学者。本作でも主人公を実験台にして手術を行う。
彼の人体改造の腕（『パワプロ5』のある連続イベントでは言及されたアンドロメダ高校との関連性は不明）から、プロペラ団に強制的に協力させられ、聖皇学園の選手たちの改造を行った。後に組織を裏切り、智美と共に脱出する。
加藤 理香（かとう りか）※
女医。ようこ先生とは知り合い。
犬（いぬ）
関西弁で話す野良犬で本作のマスコットキャラクター。円らな瞳が特徴。

## 他機種版
| No. | タイトル                 | 発売日         | 対応機種               | 開発元                           | 発売元 | メディア                      | 型式                   | 備考 | 出典 |
| --- | ------------------------ | -------------- | ---------------------- | -------------------------------- | ------ | ----------------------------- | ---------------------- | ---- | ---- |
| 1   | パワプロクンポケット1・2 | 2004年7月29日  | ゲームボーイアドバンス | KCES （ダイヤモンドヘッド）      | コナミ | ロムカセット                  | AGB-B8PJ-JPN(RK357-J1) |      |      |
| 2   | パワプロクンポケットR    | 2021年11月25日 | Nintendo Switch        | コナミデジタルエンタテインメント | コナミ | ロムカセット/ダウンロード販売 |                        |      |      |

## スタッフ
- プロデューサー：赤田勲
- プログラマー：井上秀登、西川直樹、宮岡宏司
- デザイナー：藤岡謙治、前川恵一
- サウンド：砂子純子、くすのきあつし、小倉努、荒木茂
- デザイン・ディレクション：難波和宏、石川達也、内藤聡子
- ディレクター：藤岡謙治

## 評価
ゲーム誌『ファミ通』の「クロスレビュー」では合計28点（満40点）となっている。